# Liz Sherman
Elizabeth Anne Sherman, soprannominata semplicemente come Liz, è un  personaggio immaginario dei fumetti Hellboy, creato dall'artista statunitense Mike Mignola.

## Il personaggio
Liz è una ragazza dotata di capacità pirocinetiche: genera fiamme con il pensiero. Questo potere si manifestò in età giovanissima, causando una "tempesta" di fuoco che uccise tutta la sua famiglia, lasciando su Liz una pesante ombra. Fu portata e studiata nel Bureau of Paranormal Research and Defense (BPRD), dove le fu insegnato a controllare e sfruttare il proprio potere, anche se imperfettamente.
Spesso è in coppia con Hellboy e Abe Sapien. Il suo trauma infantile le ha lasciato una profonda amarezza e spesso lascia il BPRD, sempre tornando indietro, probabilmente perché si tratta di ciò che più si avvicina a una seconda, nuova, famiglia.

## Altri media
- Negli adattamenti cinematografici di Hellboy del 2004 e di Hellboy: The Golden Army del 2008, Liz Sherman è interpretata dall'attrice Selma Blair con la voce italiana di Monica Bertolotti.
- Liz compare nei film d'animazione Hellboy - La spada maledetta (2006) e Hellboy - Fiumi di sangue (2007), doppiata dalla stessa Selma Blair.